# Lorton (Virginia)
 For alternative betydninger, se Lorton. (Se også artikler, som begynder med Lorton)
Lorton er en by i Fairfax County i den amerikanske delstat Virginia. Byen har 20.072(2020) indbyggere.
Lorton er hovedkvarteret for restaurantkæden Five Guys.